# Caxixó
Kaxixó (Caxixó ), jedno od plemena istočnobrazilksih Indijanaca nastanjenih danas na području općina Martinho Campos i Pompeu u državi Minas Gerais. Druga skupina poznata kao Caxixós do Capão do Zezinho živi na lijevoj obali rijeke Pará. Ima ih 256 (Funasa, 2006) a žive od nadničarenja na poljima zemljovlasnika. Jezično su neklasificirani, a danas se služe portugalskim kao prvim jezikom.

## Vanjske poveznice
- O povo indígena Caxixó em Minas Gerais  Arhivirana inačica izvorne stranice od 7. travnja 2019. (Wayback Machine)
- Os Caxixós do Capão do Zezinho  Arhivirana inačica izvorne stranice od 9. listopada 2010. (Wayback Machine)
- Caxixó  Arhivirana inačica izvorne stranice od 18. listopada 2022. (Wayback Machine)